# 安德斯·唐納
安德斯·唐納（瑞典語：Anders Donner，1854年11月5日—1938年4月15日）是一名芬蘭天文學家。

## 生平
唐納生於芬蘭科科拉市，在赫爾辛基大學畢業後曾經在德國萊比錫、柯尼斯堡和柏林留學。1883到1915年間任職於赫爾辛基大學天文台。並曾在1902到1911年擔任該校副校長，1911到1915年間擔任校長。
在唐納的帶領下，赫爾辛基大學天文台參加了國際性的星表與星圖製作計畫「Carte du Ciel」。赫爾辛基大學天文台於1890年開始為了該計畫拍攝恆星影像至1937年。赫爾辛基目錄收錄了約28.5萬顆恆星並記錄其光度和精確位置。其中唐納貢獻了大部分成果。
月球上的唐納環形山和小行星1398以他的名字命名。